# Scott Moir
Scott Moir (* 2. September 1987 in London, Ontario) ist ein ehemaliger kanadischer Eiskunstläufer und dreifacher Olympiasieger, der im Eistanz startete. Scott Moirs Partnerin war seit 1997 Tessa Virtue, trainiert wurde das Eistanzpaar von Marie-France Dubreuil, Patrice Lauzon und Romain Haguenauer.

## Werdegang
Scott Moir stammt aus einer Eiskunstlauffamilie. Seine Mutter ist Eiskunstlauftrainerin, sein Bruder Danny war ebenfalls Eistänzer und startete auf internationalem Juniorenlevel gemeinsam mit der Cousine Sheri. Sheri sowie seine andere Cousine Cara gewannen im Jahre 2007 die Bronzemedaille mit der kanadischen Mannschaft bei der Synchroneiskunstlauf-Weltmeisterschaft. Moirs Tante Carol war seine erste Eistanztrainerin.
Moir begann im Alter von drei Jahren mit dem Eiskunstlaufen. 1997 leitete Moirs Familie ein Trainingscamp und seine Tante brachte ihn mit Tessa Virtue zusammen.

### 2000er Jahre
In der Saison 2003/04 hatten Virtue und Moir ihr Debüt in der Grand-Prix-Serie der Junioren und gewannen die kanadischen Juniorenmeisterschaften. Bei den Juniorenweltmeisterschaften belegten sie den elften Platz. Nach einer Silbermedaille im darauffolgenden Jahr gewannen sie 2006 in Ljubljana den Juniorenweltmeistertitel als erste Kanadier überhaupt. Dabei bezwangen sie nicht nur die Russen Natalja Michailowa und Arkadi Sergejew, sondern auch die US-Amerikaner Meryl Davis und Charlie White, die später auch bei den Senioren ihre größten Konkurrenten werden sollten.
Ebenfalls in der Saison 2005/06 gewannen Virtue und Moir das Grand-Prix-Finale der Junioren und errangen ihre erste Medaille bei bedeutenden internationalen Meisterschaften, nämlich Bronze bei den Vier-Kontinente-Meisterschaften in Colorado Springs.
In der Saison 2006/07 bestritten Virtue und Moir ihren ersten Grand-Prix-Wettbewerb. Bei Skate Canada gewannen sie auf Anhieb die Silbermedaille. Die nationalen Meisterschaften schlossen sie als Vizemeister hinter Marie-France Dubreuil und Patrice Lauzon ab. Bei ihren zweiten Vier-Kontinente-Meisterschaften verteidigten sie ihre Bronzemedaille vom Vorjahr.
Im März 2007 debütierten Tessa Virtue und Scott Moir bei Weltmeisterschaften. In Tokio belegten sie den sechsten Platz.
Die Saison 2007/08 brachte den Kanadiern ihren ersten Sieg bei einem Grand-Prix-Wettbewerb, sie gewannen die Goldmedaille bei Skate Canada. Ihr erstes Grand-Prix-Finale schlossen sie als Vierte ab. In Vancouver wurden sie erstmals kanadische Meister. Bei ihrer dritten Teilnahme an Vier-Kontinente-Meisterschaften gewannen sie im südkoreanischen Goyang die Goldmedaille vor Meryl Davis und Charlie White. Bereits bei ihrer zweiten Weltmeisterschaftsteilnahme wurden Virtue/Moir in Göteborg Vizeweltmeister, wobei sie in der Kürbewertung zur Musik von Michel Legrands Die Regenschirme von Cherbourg sogar die späteren Weltmeister Isabelle Delobel und Olivier Schoenfelder schlugen.
Die erste Hälfte der folgenden Saison verpassten Virtue und Moir aufgrund einer langwierigen Verletzung Virtues. Erst im Dezember standen sie erstmals wieder gemeinsam auf dem Eis und verteidigten ihren nationalen Meistertitel. Bei den Vier-Kontinente-Meisterschaften im Februar 2009 gewannen sie die Silbermedaille hinter Meryl Davis und Charlie White. Diese konnten sie bei den Weltmeisterschaften wieder hinter sich lassen und errangen die Bronzemedaille hinter den Russen Oxana Domnina und Maxim Schabalin sowie den US-Amerikanern Tanith Belbin und Benjamin Agosto.

### 2010er Jahre
Die olympische Saison begann für Tessa Virtue und Scott Moir mit Siegen bei ihren beiden Grand-Prix-Wettbewerben, der Trophée Eric Bompard und Skate Canada. Beide Male bezwangen sie dabei die Franzosen Nathalie Péchalat und Fabian Bourzat. Bei Skate Canada bekamen sie als erstes Eistanzpaar unter dem neuen Bewertungssystem, dem Code of Points, die Höchstbewertung 10,0 für die Komponenten. Beim Grand-Prix-Finale unterlagen Virtue und Moir aber gegen Davis und White. Es sollte die einzige Niederlage für die Kanadier in dieser Saison bleiben. Zum dritten Mal in Folge wurden sie kanadische Meister und gingen so zu ihren ersten Olympischen Spielen. Vor heimischem Publikum gewannen Tessa Virtue und Scott Moir in Vancouver die Goldmedaille vor ihren größten Konkurrenten Meryl Davis und Charlie White. In der Kür bekamen sie vier Höchstbewertungen. Virtue und Moir waren die ersten Kanadier und die ersten Nordamerikaner überhaupt, die olympisches Gold im Eistanz gewannen. Außerdem waren sie das jüngste Eistanzpaar, das Olympiasieger wurde und das erste, dem dies beim olympischen Debüt wie auch im eigenen Land gelang.
Wenige Wochen später machten die Kanadier den Triumph perfekt und gewannen in Turin ihren ersten Weltmeisterschaftstitel. Dabei bezwangen sie erneut Davis und White. Im Originaltanz erliefen sie einen neuen Weltrekord und bekamen zahlreiche Höchstbewertungen im Originaltanz sowie in der Kür.
Im Oktober 2010 musste sich Tessa Virtue einer Operation unterziehen. Dies führte zur Absage aller Grand-Prix-Wettbewerben sowie der nationalen Meisterschaft. Ihr erster Wettbewerb der Saison 2010/11 wurde die Vier-Kontinente-Meisterschaften in Taipeh. Nach dem neu eingeführten Kurztanz lagen Virtue und Moir in Führung, mussten während der Kür wegen eines Muskelproblems von Virtue aufgeben. Bei den Weltmeisterschaften in Moskau führten die Kanadier erneut nach dem Kurztanz, bei dem sie einen neuen Weltrekord aufgestellt hatten. Ihre Kür wurde von den Punktrichtern allerdings schlechter bewertet als die der US-Amerikaner Meryl Davis und Charlie White, hinter denen Virtue und Moir somit die Silbermedaille gewannen.
In die Saison 2011/12 starteten Virtue und Moir mit Siegen bei ihren beiden Grand-Prix-Wettbewerben. Im Grand-Prix-Finale unterlagen sie jedoch Meryl Davis und Charlie White. Bei den Vier-Kontinente-Meisterschaften und den Weltmeisterschaften konnten die Kanadier das Ergebnis allerdings wieder drehen und gewannen vor ihren großen Konkurrenten aus den USA.
In der Saison 2012/13 gewannen Virtue und Moir alle Grand-Prix-Wettbewerbe, wurden aber in dem Finale von Meryl Davis und Charlie White geschlagen. Sie wurden Kanadische Meister und Vier-Kontinente-Meister. Sie gewannen Silber an den Weltmeisterschaften in London, Ontario.
Bei den Olympischen Winterspielen 2014 in Sotschi konnte Moir mit Virtue die Silbermedaille im Eistanz gewinnen und auch mit dem Team den zweiten Platz erzielen. Beim Eistanz waren sie mit 190,99 Punkten (76,33 Punkte im Kurzprogramm/114,66 Punkte in der Kür) nur schlechter als Meryl Davis und Charlie White aus den USA. Im Teamwettbewerb gelangen ihnen im Kurzprogramm 72,98 Punkte und in der anschließenden Kür 107, 56 Punkte, wodurch sie sich auch hier nur Davis und White geschlagen geben mussten.

### Rückzug, Comeback und Trainerwechsel
Nach der anstrengenden Saison zogen sich Virtue und Moir für die Saison 2014/15 und 2015/16 zurück. Sie tanzten in Shows wie „Stars on Ice“ und begeisterten ihre Fans.
Nach einem Trainerwechsel von Marina Sujewa, Jonny Johns und Igor Schpilband zu ihren neuen Trainern entschieden sie sich, für die Olympischen Spiele 2018 in Pyeongchang zurückzukommen. Ihr Comeback war die Saison 2016/17, die für sie äußerst erfolgreich verlief. Sie gewannen ihre dritte Weltmeisterschaft in Helsinki, Finnland und wurden zum siebten Mal Kanadische Meister. Am 18. September 2019 beendete Scott Moir seine aktive Karriere.
Als Würdigung ihres sportlichen Lebenswerks erhielten Virtue und Moir 2019 die Ehrendoktorwürde der University of Western Ontario. 2020 wurden sie zum Member des Order of Canada ernannt.

### Buch und Show
Im Oktober 2010 erschien das Buch von Tessa Virtue und Scott Moir Tessa and Scott: Our Journey from Childhood Dream to Gold. 2013 wurden sie vor den Olympischen Spielen von Kameras begleitet. Januar 2014 erschien auf W Network eine Reality Show aus ihrem Leben.

### Arbeit als Trainer und Choreograf
Scott Moir arbeitet inzwischen als Trainer in seinem eigenen früheren Coaching-Team um Marie-France Dubreuil, Patrice Lauzon und Romain Haguenauer. Er trainiert dort eine Reihe lokaler Eistanzpaare sowie das US-amerikanische Paar Christina Carreira und Anthony Ponomarenko. Moir ist auch als Choreograf tätig, unter anderem erstellte er Choreografien für Madison Hubbell und Zachary Donohue und Nicolas Nadeau.

## Ergebnisse

### Eistanz
(mit Tessa Virtue)
| Meisterschaften/Jahr            | 02/03 | 03/04 | 04/05 | 05/06 | 06/07 | 07/08 | 08/09 | 09/10 | 10/11 | 11/12 | 12/13 | 13/14 | 16/17 | 17/18 |
| ------------------------------- | ----- | ----- | ----- | ----- | ----- | ----- | ----- | ----- | ----- | ----- | ----- | ----- | ----- | ----- |
| Olympische Winterspiele         |       |       |       |       |       |       |       | 1.    |       |       |       | 2.    |       | 1.    |
| Olympische Winterspiele (Team)  |       |       |       |       |       |       |       |       |       |       |       | 2.    |       | 1.    |
| Weltmeisterschaften             |       |       |       |       | 6.    | 2.    | 3.    | 1.    | 2.    | 1.    | 2.    |       | 1.    |       |
| Vier-Kontinente-Meisterschaften |       |       |       | 3.    | 3.    | 1.    | 2.    |       | Z     | 1.    | 2.    |       | 1.    |       |
| World Team Trophy               |       |       |       |       |       |       | 2.    |       |       | 3.    |       |       |       |       |
| Juniorenweltmeisterschaften     |       | 11.   | 2.    | 1.    |       |       |       |       |       |       |       |       |       |       |
| Kanadische Meisterschaften      | 7. J  | 1. J  | 4.    | 3.    | 2.    | 1.    | 1.    | 1.    |       | 1.    | 1.    | 1.    | 1.    | 1.    |
| –                               |       |       |       |       |       |       |       |       |       |       |       |       |       |       |
| Grand-Prix-Wettbewerb / Saison  | 02/03 | 03/04 | 04/05 | 05/06 | 06/07 | 07/08 | 08/09 | 09/10 | 10/11 | 11/12 | 12/13 | 13/14 | 16/17 | 17/18 |
| Grand-Prix-Finale               |       |       |       |       |       | 4.    | Z     | 2.    |       | 2.    |       | 1.    | 1.    | 2.    |
| Skate Canada                    |       |       |       |       | 2.    | 1.    |       | 1.    |       | 1.    | 1.    | 1.    | 1.    | 1.    |
| Cup of Russia                   |       |       |       |       |       |       |       |       |       |       | 1.    |       |       |       |
| Trophée Eric Bompard            |       |       |       |       | 4.    |       |       | 1.    |       | 1.    |       |       |       |       |
| NHK Trophy                      |       |       |       |       |       | 2.    |       |       |       |       |       | 1.    | 1.    | 1.    |

- J = Junioren; Z = Zurückgezogen